# شيفروليه إمبالا
شيفروليه إمبالا (بالإنجليزية: Chevrolet Impala)‏ هي سيارة عائلية صنعتها شيفروليه لأعوام 1958 إلى 1985، ومن 1994 إلى 199، و 2000 حتى 2020. كانت إمبالا سيارة ركاب رائدة في شيفروليه وكانت من بين أفضل السيارات الأمريكية الصنع مبيعًا في الولايات المتحدة.
لأول مرة في عام 1958، تميزت إمبالا عن الموديلات الأخرى بمصابيحها الخلفية المتماثلة. تم تقديم شيفروليه كابريس كسيارة إمبالا رياضية سيدان لطراز عام 1965، ثم أصبحت فيما بعد سلسلة منفصلة تم وضعها فوق إمبالا في عام 1966. استمرت إمبالا كطراز عائلي الأكثر شعبية في شفروليه خلال منتصف الثمانينيات. بين عامي 1994 و 1996.
في عام 2000، تم تقديم إمبالا مرة أخرى كسيارة ذات دفع أمامي. اعتبارًا من فبراير 2014، احتلت إمبالا 2014 المرتبة الأولى بين السيارات الكبيرة ذات الأسعار المعقولة في تصنيفات يو إس نيوز آند وورلد ريبورت. عندما تم طرح الجيل العاشر من إمبالا لعام 2014، تمت إعادة تسمية الجيل التاسع باسم إمبالا ليمتد وتم بيعه فقط لعملاء الأساطيل خلال عام 2016. وخلال ذلك الوقت تم بيع كلا الإصدارين في الولايات المتحدة وكندا. تم بيع الجيل العاشر من إمبالا أيضًا في الشرق الأوسط وكوريا الجنوبية.

## التاريخ
تم استخدام اسم إمبالا لأول مرة لسيارة عرض جنرال موتورز موتوراما بالحجم العائلي عام 1956 والتي تحمل لمسات تصميم تشبه كورفيت، وخاصة الشبكة. سميت إمبالا على اسم الظبي الأفريقي الرشيق، وأصبح هذا الحيوان شعار السيارة. تتميز سيارة إمبالا النموذجية المطلية باللون الأخضر الزمردي المعدني، مع تصميم داخلي أبيض، بتصميم سقف صلب. بدأ فريق تصميم كلير ماك كيتشن، جنبًا إلى جنب مع مصممين من بونتياك، في إنشاء أساس وأبعاد لهيكل جنرال موتورز "A" المشترك لعام 1958 في يونيو. وقد شاهد نائب رئيس جنرال موتورز هارلي إيرل رسم التصميم الأول الذي من شأنه أن يؤثر بشكل مباشر على سيارة شيفروليه التي من المفترض أن تكتمل في أكتوبر. بعد سبعة أشهر، تم تطوير التصميم الأساسي.

## الجيل الأول (1958)
بالنسبة لعام 1958، كانت جنرال موتورز تروج للعام الخمسين من الإنتاج، وقدمت نماذج الذكرى السنوية لكل علامة تجارية؛ كاديلاك، بويك، أولدزموبيل، بونتياك، وشيفروليه. تشترك موديلات عام 1958 في مظهر مشترك في أفضل الموديلات لكل علامة تجارية. كاديلاك إلدورادو إشبيلية، بويك رودماستر ريفيرا، أولدزموبيل سوبر 88 هوليداي، بونتياك بونفيل كاتالينا، وشيفروليه بيل إير إمبالا.
تم تقديم إمبالا لعام 1958 كأفضل أسطح صلبة من طراز Bel Air والسيارات المكشوفة. من عمود الزجاج الأمامي إلى الخلف، اختلفت بيل إير إمبالا 1958 هيكليًا عن موديلات شيفروليه منخفضة السعر. كان لدى Hardtops دفيئة أقصر قليلاً وسطح خلفي أطول. كانت قاعدة عجلات إمبالا أطول من النماذج الأقل سعراً، على الرغم من أن الطول الإجمالي كان متطابقًا. حملت التصميمات الداخلية عجلة قيادة ثنائية الأضلاع وألواح أبواب ملونة مع تقليم من الألومنيوم المصقول. لم تتضمن أي سلسلة أخرى سيارة قابلة للتحويل.
كانت موديلات شيفروليه 1958 أطول وأقل وأعرض من سابقاتها. كان عام 1958 هو العام الأول الذي تم فيه استخدام المصابيح الأمامية المزدوجة. تم استبدال زعانف الذيل لعام 1957 برفارف خلفية منحوتة بعمق. كان لدى إمبالا ثلاثة مصابيح خلفية على كل جانب، في حين أن الطرازات الأقل بها اثنتان وعربات واحدة فقط. تضمنت إمبالا شارات العلم المتقاطع فوق القوالب الجانبية، بالإضافة إلى قوالب الروك الساطعة ومجارف الحاجز الخلفي الوهمية.
تم التخلي عن الإطار القياسي من نوع المحيط، واستبداله بوحدة بقضبان موضوعة على شكل "X" ممدود. ادعت شيفروليه أن الإطار الجديد يوفر صلابة التوائية متزايدة ويسمح بوضع أقل لمقصورة الركاب. كانت هذه خطوة انتقالية بين البناء التقليدي والهيكل / الهيكل الموحَّد بالكامل لاحقًا، وتم تعزيز هيكل الجسم في الألواح المتأرجحة وجدار الحماية. ومع ذلك، لم يكن هذا الإطار فعالًا في حماية الهيكل الداخلي في حالة الاصطدام الجانبي، مثل الإطار التقليدي المحيط.
حل التعليق النابض اللولبي محل نوابض الأوراق الخلفية للعام السابق، وكان نظام الركوب الهوائي اختياريًا.
كان محرك 283 متر مكعب (4640 سم مكعب) هو المحرك القياسي V8 ، مع تصنيفات تراوحت من 185 حصان (138 كيلوواط) إلى 230 حصان (170 كيلو واط). مجهزة بحقن وقود Rochester Ramjet الاختياري، زاد خرج الطاقة إلى 250 حصان (190 كيلو واط). كان إصداران من أول محرك V8 كبير الحجم من شفروليه اختياريين؛ 348 cu in (5700 cc) في شكل واحد رباعي الأسطوانات ينتج 250 حصان (190 كيلو واط)، أو تعلوه ثلاثة مكربنات ثنائية الأسطوانات، مما يزيد الإنتاج إلى 280 حصان (210 كيلو واط)
تم تصنيع ما مجموعه 55989 سيارة إمبالا مكشوفة و 125480 كوبيه تمثل 15 بالمائة من إنتاج شيفروليه. ساعدت شيفروليه بيل إير إمبالا 1958 شيفروليه على استعادة موقع الإنتاج الأول في عام الركود هذا.

## الجيل الثاني (1959-1960)
تم إعادة تصميم شيفروليه إمبالا 1959. من خلال مشاركة الهياكل الأساسية مع Buicks و Oldsmobile المنخفضة وكذلك مع بونتياك، وهي جزء من حركة اقتصادية لشركة جنرال موتورز، كانت قاعدة عجلات شيفروليه أطول بمقدار 1-1 / 2 بوصة. باستخدام هيكل X-frame جديد، كان خط السقف أقل بثلاث بوصات، وكانت الأجسام أعرض بمقدار بوصتين، وزاد وزن السيارة. في tailfins جحوظ الخارج، بدلا من الأعلى. كانت المصابيح الخلفية عبارة عن تصميم «دمعة» كبير على كل جانب، وتمت إضافة مجرفتي سحب هواء أمامي عريضين غير وظيفيين فوق الشبكة مباشرة،
أصبحت إمبالا سلسلة منفصلة، تضيف سقفًا صلبًا بأربعة أبواب وسيدان بأربعة أبواب، إلى سبورت كوبيه ذات البابين والقابلة للتحويل. تتميز الكوبيه الرياضية بخط سقف قصير ونافذة خلفية ملتفة. كان المحرك القياسي هو I6 ، بينما كان المحرك الأساسي V8 هو 283 متر مكعب في (4.6 لتر)، بقوة 185 حصان (138 كيلو واط). اختياري كان 283 متر مكعب مع 290 حصان (220 كيلو واط) و 348 متر مكعب في (5.7 لتر) V8 حتى 335 حصان (250 كيلو واط). كان المعيار القياسي هو مساند الذراعين الأمامية والخلفية، وساعة كهربائية، وأقنعة مزدوجة منزلقة من الشمس، ونوافذ تهوية أمامية تعمل بالكرنك. تحتوي لوحة العدادات المبطنة على مقاييس عميقة. كان المقعد الكهربائي بستة اتجاهات خيارًا جديدًا، كما كان "Speedminder"، للسائق لضبط إبرة على سرعة معينة وسيصدر صوت صفارة إذا تم تجاوز الضبط المسبق.
أعادت طرازات إمبالا لعام 1960 ثلاث مصابيح خلفية مستديرة على كل جانب، وشريط أبيض يمتد على طول الرفارف الخلفية.
تم تخفيض محركات V8 المتوفرة إلى سبعة، في 283-cu in أو 348-cu في عمليات النزوح. يمكن أن يكون لمحرك Turbo-Fire 283 cu في V8 المكربن إما 170 أو 230 حصان (130 أو 170 كيلو واط). كان 348 cu in متاحًا في 250 إلى 320 حصان (190 إلى 240 كيلو واط) مع 350 حصان (260 كيلو واط) خاص Super Turbo-Thrust مع مكربن ثلاثي الأسطوانات، ونسبة ضغط 11.25: 1، وعوادم مزدوجة. لم يعد حقن الوقود خيارًا في سيارات شفروليه كبيرة الحجم. الجديد في قائمة الخيارات كان السرعة ومثبت السرعة.
كان الإنتاج 490 ألف وحدة.

### صادرات
تم تصنيع سيارات الدفع الأيمن في أوشاوا، أونتاريو، كندا، لنيوزيلندا وأستراليا وجنوب إفريقيا وتم تجميعها محليًا من مجموعات CKD أو SKD. كانت لوحة القيادة على الجانب الأيمن صورة معكوسة للوحة شيفروليه عام 1959 وتم مشاركتها مع طرازات بونتياك ذات المقود الأيمن. تم تجميع النماذج الأسترالية يدويًا على خطوط تجميع GMH Holden. كانت سيارة إمبالا الأسترالية أول سيارة أمريكية مستوردة بعد الحرب تأتي بشكل قياسي بمحرك V8.

## وصلات خارجية
- Official site
- Appearances of the Impala in TV and film
- North American Impala Owners Association – Your source for late model Impala information
- History of the Chevrolet Impala 1958–2001
- 1958 Chevrolet promotional video with footage about the design of the Impala[وصلة مكسورة]
- http://www.autoblog.com/2013/10/16/2015-bi-fuel-chevy-impala-video/#continued